# Kassina maculata
Kassina maculata es una especie de anfibios de la familia Hyperoliidae.
Habita en el sudeste de Kenia, Malaui, Mozambique, Sudáfrica, Suazilandia, Tanzania y Zimbabue.
Su hábitat natural incluye sabanas secas, sabanas húmedas, zonas secas de arbustos, zonas de arbustos tropicales o subtropicales secos, praderas templadas, praderas tropicales o subtropicales a baja altitud, praderas húmedas o inundadas en alguna estación, pantanos, lagos intermitentes de agua dulce, marismas de agua dulce, corrientes intermitentes de agua dulce, tierra arable, pastos, jardines rurales, zonas previamente boscosas ahora degradadas, áreas de almacenamiento de agua y estanques.
Está amenazada por la pérdida de su hábitat natural.